# Controles de los riesgos laborales en respecto del COVID-19
Los controles de riesgos para el COVID-19 en los lugares de trabajo en los EE. UU. son la aplicación de metodologías de seguridad y salud ocupacionales para los controles de riesgos a la prevención de la enfermedad del coronavirus 2019 (COVID-19). Los controles adecuados de los riesgos laborales dependen del sitio de trabajo y de la tarea laboral, conforme a una evaluación de riesgos de fuentes de exposición, gravedad de la enfermedad en la comunidad y factores de riesgo de los trabajadores -a nivel individual- que puedan ser susceptibles a contraer el COVID-19. 
Según los EE. UU. Salud y Seguridad Ocupacionales Administración (OSHA), trabajos de riesgo de exposición más bajos tienen contacto ocupacional mínimo con el público y otro coworkers, para qué medidas de prevención de infección básicas están recomendadas, incluyendo la mano que lava, animando trabajadores para quedarse en casa si  son enfermos, respiratorios etiquette, y manteniendo limpieza rutinaria y desinfectando del entorno de trabajo.
Las ocupaciones con riesgo medio de exposición comprenden las que requieren de contacto frecuente o estrecho con personas que no se sabe ni se sospecha que tienen el COVID-19, pero que podrían estar infectadas debido a la transmisión comunitaria en curso o viajes internacionales. Esto comprende a trabajadores que tienen contacto con el público en general, como en escuelas, entornos laborales de alta densidad de población y algunos entornos de comercios minoristas con alto volumen de personas. Los controles de los riesgos para este grupo, además de las medidas básicas de prevención de infecciones, comprenden la ventilación con filtros de aire de alta eficiencia, protectores contra estornudos y contar con equipo de protección personal disponible en caso de un encuentro con una persona con el COVID-19.
La OSHA considera que los trabajadores de atención médica y morgues expuestos a una persona que se sabe o sospecha que tiene el COVID-19 tienen un riesgo de exposición alto, el cual aumenta a un riesgo de exposición muy alto si los trabajadores realizan procedimientos generadores de aerosoles en personas que se sabe o se sospecha que tienen el COVID-19 o si recogen o manejan pruebas de dichas personas. Los controles de los riesgos pertinentes para estos trabajadores comprenden controles de ingeniería como habitaciones con ventilación con presión negativa y equipo de protección personal adecuado para la tarea laboral. 

## Planificación y la evaluación de riesgos
Los brotes de COVID-19 pueden tener varios efectos dentro del lugar de trabajo. Tal vez los trabajadores se ausenten del trabajo debido a que se enferman, necesitan cuidar a otros o temen una posible exposición. Las modalidades del comercio tal vez cambien, tanto en cuanto a los bienes objeto de demanda, como en cuanto a los medios para adquirir estos bienes (como compra en horario no pico o mediante servicios de entrega o sin bajarse del auto). Por último, se podrían interrumpir los envíos de artículos desde zonas geográficas afectadas gravemente por el COVID-19. 
Se puede emplear un plan de preparación y respuesta para enfermedades infecciosas para guiar las medidas de protección. Dicho plan aborda los niveles de riesgo asociados con varios sitios de trabajo y tareas laborales, incluidos fuentes de exposición, factores de riesgo que surgen de entornos hogareños y comunitarios y factores de riesgo de trabajadores a nivel individual, como edad avanzada o afecciones médicas crónicas. También se esbozan los controles necesarios para abordar esos riesgos y planes para situaciones imprevistas que pueden surgir como resultado de brotes. Los planes de preparación y respuesta frente a enfermedades infecciosas pueden estar sujetos a recomendaciones nacionales o subnacionales. Los objetivos de la respuesta a un brote son reducir el contagio entre el personal, proteger a las personas de más alto riesgo de sufrir complicaciones adversas de salud, mantener las operaciones comerciales y reducir al mínimo los efectos adversos en otras entidades en sus cadenas de suministro. La gravedad de la enfermedad en la comunidad en la que se encuentre la empresa afecta a las respuestas adoptadas.

## Los controles de riesgos
La jerarquía de control de riesgos contiene métodos para controlar las exposiciones a riesgos. Los métodos enumerados en la parte superior podrían ser más efectivos que los de la parte inferior para reducir el riesgo de enfermedad o lesión.
La jerarquía de los controles de riesgos es un marco que se usa de manera generalizada en la seguridad y salud ocupacionales para agrupar los controles de riesgos según su efectividad. En casos en que no se puedan eliminar  los riesgos del COVID-19, los controles más efectivos son controles de ingeniería, seguidos por controles administrativos y, en último lugar, equipo de protección personal. Los controles de ingeniería implican aislar a los empleados de los riesgos laborales sin depender de la conducta del trabajador y pueden ser la solución más eficaz en función del costo. Los controles administrativos son cambios en las normas o los procedimientos laborales que requieren de medidas por parte del trabajador o el empleador. El equipo de protección individual (EPi) se considera menos efectivo que los controles de ingeniería y administrativos, pero puede ayudar a prevenir algunas exposiciones. Todos los tipos de EPI se deben seleccionar según el riesgo para el trabajador, se deben calzar como corresponde (por ejemplo, los  respiradores), usar en forma constante y adecuada, inspeccionar, mantener y reemplazar sistemáticamente, conforme sea necesario, y retirar, limpiar y almacenar o desechar como corresponde para evitar la contaminación. Se necesitan ensayos controlados aleatorizados y estudios de simulación para determinar los tipos más efectivos de EPI para prevenir la transmisión de enfermedades infecciosas a los trabajadores de atención médica. Hay evidencia de baja calidad según la cual se pueden hacer mejoras o modificaciones al equipo de protección personal a fin de ayudar a disminuir la contaminación. Los ejemplos de modificaciones comprenden el agregado de lengüetas a máscaras o guantes para quitárselos con facilidad y el diseño de batas protectoras de manera que se puedan quitar los guantes al mismo tiempo. Además, hay evidencia débil según la cual los siguientes enfoques o técnicas para el EPI podrían llevar a una menor contaminación y un mejor cumplimiento de los protocolos de EPI: uso de dos capas de guantes, observancia de procedimientos específicos para la remoción (para sacárselos) como los indicados por los CDC, instrucciones verbales a las personas para quitarse el EPI.

### Todos los lugares de trabajo
Con frecuencia, los lugares de trabajo son entornos en los que los grupos comparten muchas horas al día en ambientes cerrados. Estas son situaciones que facilitan la transmisión de enfermedades, pero que también las controlan mediante prácticas y normas en el lugar de trabajo. La identificación de industrias u ocupaciones particulares que tienen la exposición potencial más alta a un riesgo específico puede contribuir a la formulación de intervenciones para controlar o prevenir la propagación de enfermedades, como el COVID-19.
Según la Administración de Seguridad y Salud Ocupacional (OSHA) de los EE. UU., en las ocupaciones con riesgo más bajo de exposición, el contacto ocupacional es mínimo con el público y otros trabajadores. Las medidas básicas para la prevención de infecciones que se recomiendan para todos los lugares de trabajo comprenden el lavado de manos frecuente y minucioso, instar a los trabajadores a quedarse en casa si están enfermos, medidas de higiene respiratoria, como cubrirse toda vez que se tose y estornuda, suministrar pañuelos desechables y receptáculos para la basura, prepararse para el teletrabajo o turnos escalonados de ser necesarios, desincentivar a los trabajadores para que no usen herramientas ni equipos de otros, y limpiar y desinfectar sistemáticamente el entorno de trabajo. La identificación y el aislamiento rápidos de las personas potencialmente infecciosas es un paso esencial para proteger a los trabajadores, los clientes, las visitas y otros en un lugar de trabajo.:8–9 Los Centros para el Control y la Prevención de Enfermedades de los Estados Unidos (CDC) recomiendan que los empleados que tengan síntomas de enfermedad respiratoria aguda se queden en casa hasta que ya no presenten fiebre, signos de fiebre ni cualquier otro síntoma durante al menos 24 horas sin el uso de medicamentos para reducir la fiebre o modificar otros síntomas, y que las normas de licencia por enfermedad sean flexibles, permitan a los empleados quedarse en casa para atender a un miembro de la familia enfermo y que los empleados sean informados de estas normas. 
También riesgos sicosociales surgen de la ansiedad o el estrés de preocupaciones sobre contraer el COVID-19, la enfermedad o muerte de un pariente o amigo, cambios en las modalidades de trabajo y dificultades económicas o interpersonales derivadas de la pandemia. Las medidas de distanciamiento social podrían inhibir los mecanismos de adaptación típicos como el espacio personal o compartir problemas con otros. Los controles de estos riesgos incluyen la comunicación de los gerentes con los trabajadores para ver cómo están, la facilitación de interacciones entre los trabajadores y servicios formales relativos a la asistencia, orientación o salud ocupacional de los empleados.

### Lugares de trabajo de riesgo medio
Según la OSHA, las ocupaciones con riesgo medio de exposición comprenden aquellas que requieren de contacto frecuente o estrecho dentro de los seis pies (1,8 m) de distancia de otras personas que no se sepa ni sospeche que son pacientes con el COVID-19, pero que pueden estar infectadas por el SARS-CoV-2, debido a la transmisión comunitaria en curso alrededor del lugar donde está la empresa o porque la persona ha viajado al exterior hace poco tiempo a un lugar con transmisión generalizada del COVID-19. Esto comprende a trabajadores que tienen contacto con el público general como en escuelas, entornos laborales de alta densidad de población y algunos entornos de comercios minoristas con alto volumen de personas.
Los controles de ingeniería para este grupo de riesgo y grupos de riesgos más altos comprenden la instalación de filtros de aire de alta eficacia, aumento de los índices de renovación del aire, instalación de barreras físicas como protectores contra estornudos de plástico transparente y de una ventanilla de atención al cliente para que este no se baje del auto.
Los controles administrativos para este grupo de riesgo y otros grupos de riesgo más alto comprenden alentar a los trabajadores enfermos a que se queden en casa, sustituir las reuniones presenciales con comunicaciones virtuales, establecer turnos escalonados, interrumpir los viajes no esenciales a lugares con brotes del COVID-19 en curso, formular planes de comunicación para emergencias, entre ellos un foro para responder a las inquietudes de los trabajadores, suministrar a los trabajadores educación y capacitación actualizadas sobre los factores de riesgo y las conductas protectoras relativos al COVID-19, capacitar a los trabajadores que necesiten usar indumentaria y equipos protectores a usarlos, suministrar recursos y un entorno laboral que promueva la higiene personal, el lavado de manos sistemático, la limitación del acceso de clientes y el público al lugar de trabajo y la exhibición de carteles sobre el lavado de manos y otras medidas protectoras del COVID-19.
Dependiendo de la tarea laboral, los trabajadores con riesgo de exposición que sea al menos medio tal vez necesiten usar equipo de protección personal, como cierta combinación de guantes, una bata, protección facial o mascarilla, o gafas protectoras. Los trabajadores en este grupo de riesgo raramente requieren el uso de respiradores.22

#### Servicio y procesamiento de alimentos

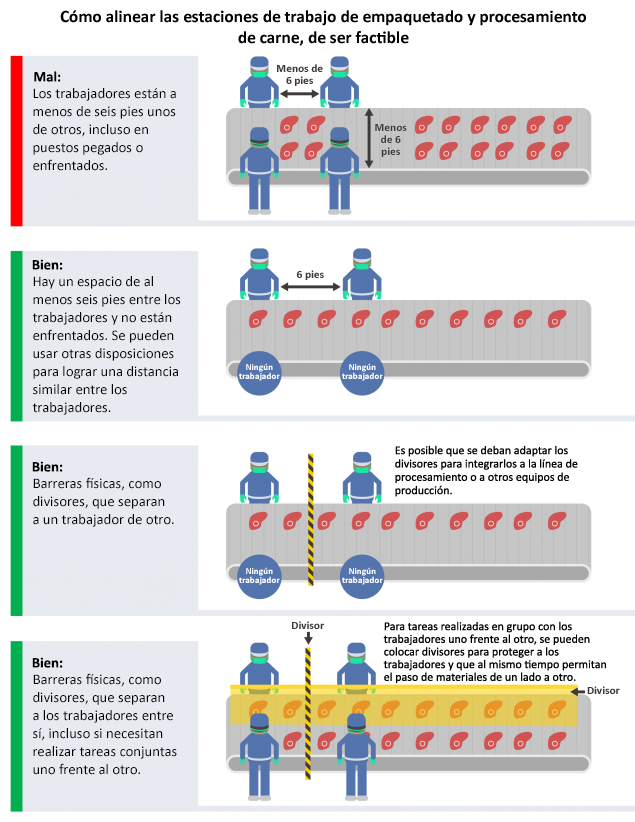
Como estructurar las estaciones de trabajo de procesamiento de carne, infografico

Para los trabajadores de comercios minoristas en los sectores de alimentos y tiendas de comestibles, los CDC y la OSHA recomiendan controles de riesgos específicos respecto del COVID-19 por encima de las prácticas generales en el lugar de trabajo. Para los empleados, estos comprenden propiciar opciones de pago sin contacto y reducir a un mínimo el manejo de efectivo y tarjetas de crédito, colocar el efectivo sobre el mostrador en lugar de entregarlo directamente en mano y desinfectar sistemáticamente con frecuencia las superficies de contacto como las estaciones de trabajo, las cajas registradoras, las terminales de pago, las manijas de las puertas, las mesas y los mostradores. Los empleadores deben colocar protectores contra estornudos con una apertura en la base de la barrera en los puntos de pago y servicio al cliente, usar filas de pago con una fila de por medio sin usar, alejar la terminal electrónica de pago en relación con el cajero, colocar indicaciones visuales como calcomanías en el piso que muestren dónde se deben parar los clientes durante el proceso de pago, suministrar opciones de compras a distancia y controlar en puerta la capacidad máxima de clientes.
Los trabajadores de plantas procesadoras de carnes y aves de corral se consideran trabajadores de infraestructura esencial y los CDC recomiendan que se les podría permitir seguir trabajando tras una posible exposición al COVID-19, siempre que permanezcan asintomáticos y se pongan en práctica otras precauciones para protegerlos y proteger a la comunidad. Sin embargo, sus entornos de trabajo podrían contribuir sustancialmente a sus exposiciones potenciales, dado que con frecuencia trabajan cerca unos de otros en líneas de procesamiento durante turnos de trabajo prolongados. Para los controles de ingeniería, los CDC y la OSHA recomiendan configurar entornos de trabajo comunes de manera que los trabajadores estén separados por una distancia de al menos seis pies incluso a lo largo de las líneas de procesamiento, con el uso de barreras físicas como cortinas de tiras o plexiglás, para separar a los trabajadores y garantizar la ventilación adecuada que reduzca al mínimo la posibilidad de que el aire de los ventiladores pase directamente de un trabajador a otro. Para controles administrativos, recomiendan escalonar los horarios de llegada, descanso y salida de los trabajadores, separar en cohortes a los trabajadores de manera que estén siempre asignados a los mismos turnos con los mismos colegas, instar a desplazarse por las instalaciones en una fila única, evitar compartir el auto (carpool) para desplazarse entre el trabajo y la casa y considerar un programa de evaluación de los trabajadores antes del ingreso al trabajo, así como el establecimiento de criterios para la reincorporación al trabajo de los trabajadores recuperados y para la exclusión de los trabajadores enfermos. Para el equipo de protección personal, se recomiendan los protectores faciales y el uso voluntario de respiradores con pieza facial filtrante, como los respiradores N95. También se recomienda el uso de cubiertas de tela para la cara que se deben cambiar si se humedecen, se ensucian o se contaminan visiblemente durante el turno de trabajo, aunque las cubiertas de tela para la cara no se consideran equipo de protección individual.

### Transporte
Si una persona se enferma en un avión, los controles adecuados para proteger a los trabajadores y a otros pasajeros comprenden separar a la persona enferma con una distancia de 6 pies, designar a un miembro de la tripulación para atender al enfermo y ofrecer una mascarilla al enfermo o pedirle que se cubra la boca y la nariz con pañuelos desechables cuando tosa o estornude. La tripulación de cabina debe usar guantes médicos desechables durante la atención a un viajero enfermo o el contacto con los líquidos corporales o las superficies que tal vez estén contaminadas, y posiblemente equipo de protección personal adicional si el viajero enfermo tiene fiebre, tos persistente o dificultad para respirar. Los guantes y otros artículos desechables se deben botar en una bolsa para sustancias biológicas peligrosas y las superficies contaminadas se deben limpiar y desinfectar después. 
Para embarcaciones comerciales, incluso cruceros y otras embarcaciones de pasajeros, los controles de riesgos comprenden posponer el viaje cuando se esté enfermo y autoaislarse e informar al centro médico de la embarcación de inmediato si aparecen fiebre u otros síntomas mientras se esté a bordo. Idealmente, el seguimiento médico debe ocurrir en el camarote de la persona aislada.

#### Otros sectores
Para las escuelas y los establecimientos de cuidado infantil, los CDC recomiendan el cierre a corto plazo para limpiar o desinfectar si una persona enferma ha estado en el edificio, independientemente de la propagación en la comunidad. Cuando la transmisión comunitaria es de mínima a moderada, se pueden poner en práctica estrategias de distanciamiento social como cancelar las excursiones, las asambleas y las reuniones numerosas como las de educación física o las clases corales o comidas en una cafetería, aumentar el espacio entre escritorios, escalonar los horarios de llegada y partida, limitar el ingreso de visitas no esenciales y usar una localización separada para la enfermería en el caso de niños con síntomas similares a los de la influenza (gripe). Cuando la transmisión es sustancial en la comunidad local, además de las estrategias para el distanciamiento social, se pueden considerar periodos sin clases más extensos.
Para el personal de seguridad publica que realiza las actividades rutinarias diarias, los CDC consideran que el riesgo inmediato para la salud es bajo. Para los agentes de las fuerzas del orden que deben establecer contacto con personas con COVID-19 confirmado o presunto se recomienda seguir las mismas pautas que para los técnicos médicos de emergencias, incluido el equipo de protección individual adecuado. Si durante una detención hay contacto estrecho, los trabajadores deben limpiar y desinfectar su cinturón táctico e instrumental antes de reutilizarlos, para lo cual usarán un espray de uso doméstico o un paño desechable, y seguirán los procedimientos operativos estándar para la contención y eliminación del EPI usado y para contener y lavar ropa. 

### Lugares de trabajo de atención médica y morgues de alto riesgo
La OSHA considera que ciertos trabajadores de atención médica y de morgues pertenecen a categorías de riesgo de exposición alto o muy alto. Las ocupaciones de alto riesgo de exposición comprenden a trabajadores de atención médica, apoyo, laboratorio y transporte médico que están expuestos a pacientes que se sabe o presume que están enfermos con el COVID-19. Pasan a ser un riesgo de exposición muy alto si los trabajadores realizan procedimientos generadores de aerosoles en personas que se sabe o se presume que tienen el COVID-19 o en quienes se recogen o manejan muestras. Los procedimientos generadores de aerosoles incluyen intubación, procedimientos para inducir la tos, broncoscopias, ciertos procedimientos y exámenes odontológicos o recolección invasiva de muestras. Las ocupaciones de alto riesgo de exposición comprenden las de trabajadores que preparan los cuerpos de personas que tuvieron casos conocidos o presuntos del COVID-19 al momento de su muerte; el riesgo de exposición pasa a ser muy alto si se realiza una autopsia.
Los controles de ingeniería adicionales para estos grupos de riesgo comprenden salas de aislamiento para pacientes con casos conocidos o presuntos del COVID-19, incluso cuando se realizan procedimientos generadores de aerosoles. La ventilación de presión negativa especializada tal vez sea la adecuada en algunos entornos de atención médica y morgues. Las muestras se deben manejar con las precauciones para el nivel de bioseguridad 3. La Organización Mundial de la Salud (OMS) recomienda que los pacientes que lleguen sean distribuidos en áreas de espera separadas, dependiendo de si son casos presuntos de COVID-19.
Además de otro EPI, la OSHA recomienda respiradores para quienes trabajen dentro de los 6 pies de distancia de pacientes que se sabe o se sospecha que están infectados por el SARS-CoV-2, y quienes realicen procedimientos generadores de aerosoles. En los Estados Unidos, los respiradores N95 con pieza facial filtrante aprobados por NIOSH u otros mejores se usarán en el contexto de un programa escrito integral de protección respiratoria que incluya prueba de ajuste, capacitación y exámenes médicos. Otros tipos de respiradores ofrecen mayor protección y son más cómodos para los trabajadores.
La OMS no recomienda el uso de overoles, ya que el COVID-19 es una enfermedad respiratoria y no una enfermedad transmitida por los fluidos corporales. La OMS recomienda solo una mascarilla quirúrgica para el personal de evaluación en el punto de ingreso. Para quienes recolecten muestras respiratorias de pacientes con el COVID-19, los atiendan o transporten sin procedimientos generadores de aerosoles, la OMS recomienda una mascarilla quirúrgica, gafas protectoras o protector facial, bata y guantes. Si se realiza un procedimiento generador de aerosoles, la máscara quirúrgica se sustituye por un respirador N95 o FFP2. A la luz de la insuficiencia en el suministro mundial de EPI, la OMS recomienda reducir al mínimo la necesidad de EPI y recurrir a la telemedicina, barreras físicas, como ventanillas transparentes, que permitan ingresar a la habitación de un paciente con el COVID-19 únicamente a quienes participen de su atención directa, solo con el EPI necesario para la tarea específica, el uso continuo de la misma mascarilla respiratoria sin retirarla para atender a varios pacientes con el mismo diagnóstico y la coordinación de la cadena de suministro de EPI, así como desalentar el uso de mascarillas por parte de personas asintomáticas.

## Reincorporación al trabajo

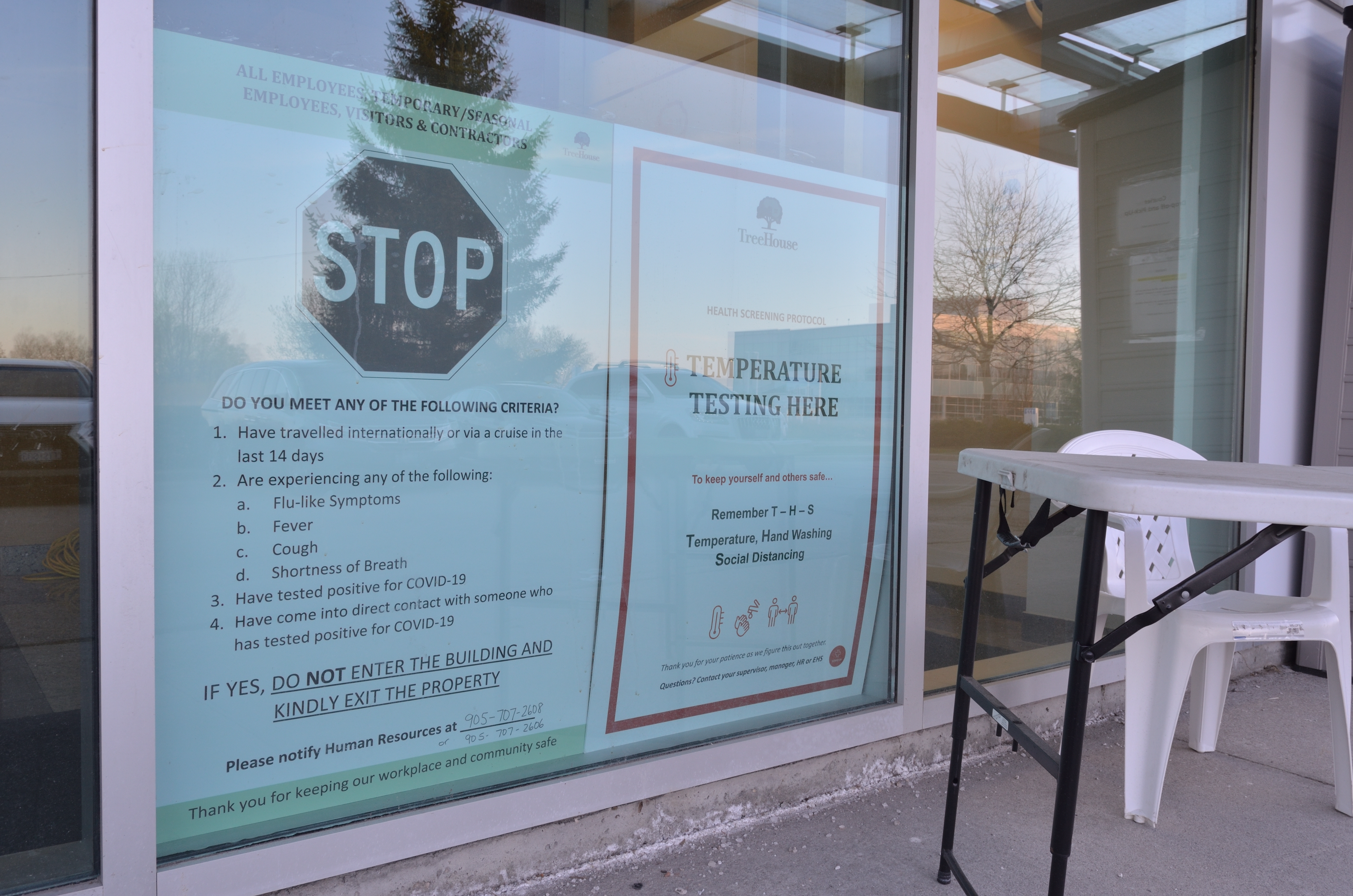
Puesto de control de la salud con respecto al COVID-19 fuera de una oficina

A medida que las empresas vuelven a abrir las puertas en el mundo, se están creando medidas para reincorporar a los trabajadores de una manera que reduzca al mínimo los riesgos de transmisión del COVID-19. Varios organismos de salud y organizaciones profesionales han dado a conocer herramientas y publicaciones con enfoques para ayudar en la reincorporación laboral segura y saludable. Los ejemplos comprenden kits de herramientas con hojas informativas para los trabajadores y empleadores, infografías y listas de verificación en preparación para la reincorporación al trabajo. 

## Derechos del trabajador
En los Estados Unidos, la sección 11(c) de la Ley de Seguridad y Salud Ocupacional de 1970 prohíbe a los empleadores tomar represalias contra los trabajadores que manifiesten preocupación sobre las condiciones de seguridad y salud. La OSHA insta a los trabajadores que sufran represalias a presentar un reclamo ante el Programa de la OSHA de Protección de Denunciantes dentro de los límites temporales establecidos por ley. 
El 15 de julio de 2020, Virginia adoptó regulaciones de seguridad vinculantes sobre COVID-19, las primeras regulaciones de este tipo en los Estados Unidos. El reglamento incluye mandatos sobre medidas de control y prohíbe las represalias contra los trabajadores por expresar preocupación por el riesgo de infección, y prevé multas de hasta 130.000 dólares estadounidenses para las empresas que se encuentren en violación. A partir de julio de 2020, Oregón adoptó un cronograma que apunta al establecimiento de las regulaciones COVID-19 para el 1 de septiembre.